# Eurico Nicolau de Lima Neto
Eurico Nicolau de Lima Neto (Santa Luzia, 16 de abril de 1994) é um futebolista brasileiro que atua como volante. Atualmente defende o Santa Cruz.

## Carreira

### Cruzeiro
Eurico começou a carreira no Cruzeiro em 2014 e ficou no clube como opção para o meio de campo durante o ano de 2015 também

### Ponte Preta
Em janeiro de 2016 foi emprestado para a Ponte Preta até o final do ano 
Após ser pouco utilizado, Eurico foi devolvido ao Cruzeiro.

### Náutico
Após ser dispensado da Macaca e não ter espaço no Cruzeiro, Eurico foi emprestado até o final de temporada para o Náutico.

### Botafogo-SP
Eurico foi emprestado por um ano para o Botafogo-SP para jogar em 2017.

## Seleção Brasileira
Eurico foi convocado para defender a Seleção Brasileira nos Jogos Pan-Americanos de 2015, no Canadá. Foi chamado pelo técnico Rogério Micale, treinador da Seleção Sub-23, já que para tal competição é necessário idade olímpica.

## Títulos
Cruzeiro
- Campeonato Brasileiro Sub-20: 2012
- Campeonato Brasileiro: 2014
- Campeonato Mineiro: 2014